# Disneys Wochenend-Kids
Disneys Wochenend-Kids (Originaltitel: The Weekenders) ist eine Zeichentrickserie der Walt Disney Company und wurde erdacht von Douglas Langdale. Die Serie erzählt von vier zwölfjährigen Kindern und begleitet sie bei ihren Erlebnissen durch das Wochenende. Wochenend-Kids wurde im Jahr 2000 erstmals ausgestrahlt. Es wurden bis 2004 vier Staffeln der Serie produziert. Der Handlungsort ist die fiktive, mittelgroße Stadt Bahia Bay, die in Kalifornien angesiedelt ist.

## Handlung
Die meisten Folgen der Serie erzählen jeweils zwei separate Geschichten. In drei Akten – dem Serientitel entsprechend stets mit Freitag, Samstag und Sonntag betitelt – setzt sich jede Geschichte mit den Erlebnissen und Herausforderungen junger Teenager auseinander. Die vier Protagonisten Tino, Tish, Carver und Lor verkörpern dabei verschiedenste Persönlichkeiten, sind jedoch unzertrennliche Freunde. Tino, seltener die drei anderen, kommentieren das Seriengeschehen, das sie dabei anhalten und sich aus dem Off an den Zuschauer wenden.
Die Serie setzt auf eine Vielzahl wiederkehrender Orte innerhalb von Bahia Bay, an denen sich die Handlung abspielt, zum Beispiel das örtliche Einkaufszentrum, eine Arcade-Spielhalle oder das Heimatmuseum. Ausgangspunkt vieler Folgen ist ein Pizzarestaurant, welches von Woche zu Woche sein äußerst absurdes Motto wechselt.

## Hauptfiguren
Tino Tonitini
Aus seiner Sicht werden die meisten Folgen erzählt, so begrüßt er auch die Zuschauer und verabschiedet sie mit „Wirsing“. Tino kann als durchschnittlicher, aber etwas ängstlicher Junge bezeichnet werden, der Comics und Videospiele liebt. Er lässt sich sehr schnell für etwas begeistern und seine Leistungen in Sport lassen zu wünschen übrig. Er macht sehr oft sarkastische Bemerkungen. Da seine Eltern geschieden sind, lebt er als Einzelkind zusammen mit seiner Mutter.
Petratishkovna „Tish“ Katsufrakis
Sie ist die Intelligente und Gebildete der Gruppe, die Shakespeare und kulturelle Anlässe liebt. Mit ihren ungewöhnlichen Vorlieben und ihrer hohen Intelligenz hebt sie sich zwar ein wenig von ihren Freunden ab, dennoch ist sie keine Eigenbrötlerin und man kann mit ihr Spaß haben. Tish ist künstlerisch begabt, sehr sozial veranlagt und hilfsbereit. Außerdem ist sie Jüdin, Vegetarierin und spielt in der deutschen Übersetzung Hackbrett als Instrument. Im englischsprachigen Original spielt sie Dulcimer, welcher auch in der Serie zu sehen ist. Ihre Eltern sind Migranten aus einem nicht näher spezifiziertem, aber augenscheinlich osteuropäischem Land (s. u. bei Tishs Mutter).
Carver René Descartes
Er sieht sich als der Coole in der Gruppe. Der Afroamerikaner liebt Schuhe und Essen. Carver hat einen kleinen Bruder namens Todd (ca. zwei Jahre alt) und eine große Schwester namens Penny (ca. 16 Jahre), welche ihm oft auf die Nerven geht. Außerdem ist er in Moira verliebt und hat eine sehr schlechte Handschrift, die eine Art Running Gag in vielen Episoden darstellt.
Lorraine „Lor“ McQuarrie
Lor ist eine begnadete und sehr talentierte Sportlerin. Sie mag und betreibt jede nur erdenkliche Sportart, ist dafür aber nicht sonderlich intelligent. Manchmal kann sie ausrasten und unfreundlich sein, aber das legt sich für gewöhnlich schnell wieder. Lor hat insgesamt 14 Brüder (wobei sie sich über die genaue Anzahl unsicher ist, da sie sich "so schnell bewegen"). Sie ist irgendwo in der Mitte in der Geburtsreihenfolge. Die Brüder sind ihr alle ihrer Wesensart nach sehr ähnlich und raufen oft miteinander. Ihre Vorfahren kommen aus Schottland. Sie ist ein Tomboy, obwohl sie manchmal, wenn sie ihren Schwarm Thompson für sich gewinnen will, auch Kleider trägt.

## Nebenfiguren
Mrs. Tonitini, Tinos Mutter
Sie steht Tino immer mit Rat und Tat zur Seite und weiß immer, was in seinem Kopf vorgeht. In nahezu jeder Folge erhält Tino von seiner Mutter am Esstisch Ratschläge für das Leben. Tinos Mutter ist für ihren etwas eigenwilligen bis gefährlichen Kochstil bekannt und kennt ihren Sohn so gut, dass es ihm so vorkommt, als ob sie Gedanken lesen könne.
Mr. Tonitini, Tinos Vater
Er lebt getrennt von seiner Frau und Tino, in vielerlei Hinsicht ähneln sich Tino und sein Vater. So sind beide ängstlich und teilweise paranoid. Zudem hat er einen ausgeprägten Putzwahn und Angst vor jedem Insekt und jeder Bakterie.
Dixon
Dixon ist der Freund von Tinos Mutter. Er ist sehr gelenkig und handwerklich begabt. Am Anfang war Tino strikt gegen eine Beziehung der beiden, bis er aber feststellen musste, dass sich Dixon für Teenager-Dinge begeistern lässt und somit der „coolste Erwachsene aller Zeiten“ ist. Dixon hat eine 14-jährige Tochter namens Moira.
Moira
Sie ist Dixons Tochter, die sich, wie Carver, für Schuhe interessiert. Carver verliebt sich bereits bei ihrem ersten Aufeinandertreffen im Teslapark in sie.
Mrs. Katsufrakis, Tishs Mutter
Das genaue Herkunftsland von Tishs Mutter wird nie eindeutig erwähnt, enthält aber überspitzte Anleihen vom Baltikum über die Ukraine bis hin zum Balkan. Viele entweder erwähnte oder in Flashbacks gezeigte lokale Bräuche und soziale Normen erscheinen aus westlicher Perspektive allerdings äußerst absurd: Tishs vollständiger Name Petratishkovna bedeutet nach eigener Aussage „Mädchen, was hat eine Nase“ und aus ihrem Herkunftsland ist Tishs Mutter ausgewiesen worden, weil sie einen speziellen Billiardtrick angewandt hatte, der den Premierminister humpeln ließ. Sie hat sich nie komplett in die amerikanische Kultur eingefunden (was ihr allerdings augenscheinlich nie auffällt) und spricht mit einer inkorrekten Syntax, die von Tish immer wieder korrigiert wird. All diese Attribute gelten gleichermaßen für Tishs Vater, der allerdings seltener in der Serie auftritt.
Coach Ned Colson
Er ist der Turnlehrer an der Schule der vier Freunde. Er organisiert manchmal auch Sport-Events am Wochenende und ist ein wahres Muskelpaket, kann aber ziemlich rabiat und hart sein. Am schlimmsten ist für die Freunde, dass er immer im Morgenmantel seine Haustür öffnet.
Bree und Colby
Der Junge (Colby) und das Mädchen (Bree) sind bei allen als Die coolen Kids bekannt. Sie lehnen sich vorzugsweise an Hauswände um einfach nur rumzuhängen.
Thompson Overman
Er ist Lors Schwarm. Sie versucht immer wieder ihn zu beeindrucken und er findet auch sie sehr nett. Thompson hat blaue Haare und trägt eine Sonnenbrille.
Foods-of-the-World-Lady
Sie ist eine sehr monoton und nuschelig sprechende Frau, die exotische Mahlzeiten serviert und es den Schülern bei ihrem Besuch im Bahia Bayer Heimatmuseum erklärt, welches Essen ihnen gerade serviert wird. Die vorgestellten Gerichte gibt es alle tatsächlich, wie beispielsweise Couscous oder Kalakukko.
Bluke Fishman
Er ist ein sehr einfältiger, dicker, etwa zwölf Jahre alter Junge in Latzhosen. Er dient als so genannter Sidekick, da er oft das Unglück anzuziehen scheint. Doch durch sein sehr einfach gehaltenes Denken ist er in der Lage logische Schlussfolgerungen schneller zu ziehen, weswegen man ihn trotz seiner leichten kognitiven Retardierung als Genie bezeichnen könnte.
Frances
Frances ist ein Mädchen, das meist nur wenige, kurze Sätze wie z. B. „Ich mag schicke Sachen“ und „Ich bin eine Papierschere“ wiederholt und dann zumeist kichert. Bluke scheint ihr gegenüber eine gewisse Zuneigung zu hegen, die sie jedoch nicht versteht, da sie auf sein Einreden nicht reagiert. Sie soll früher die beste Freundin von Tish gewesen sein.
Chloe Montez
Chloe taucht selber niemals im Bild auf, wird aber immer wieder namentlich erwähnt. Ein konstanter Running-Gag der Serie ist, dass Tino und seine Freunde oft von ihren zahlreichen Unfällen berichten, die nicht selten dazu führen, dass der Ort, den sie am Wochenende besuchen wollten, gesperrt wird. So wird zum Beispiel eine Dinosaurier-Ausstellung geschlossen, weil ein mechanischer Pterodaktylus eine Fehlfunktion hatte, Chloe Montez geschnappt hat und der Sicherheitsdienst sie nun aus dem Rüssel eines Mammuts retten muss. Ein weiteres Mal wird zum Beispiel die Mädchentoilette während einer Halloween Feier geschlossen, weil Chloe sich als Kontaktlinse verkleidet hat und auf den Boden gefallen ist und nun nicht mehr gefunden werden kann.

## Synchronisation
| Rolle            | Synchronsprecher    | Dt. Synchronsprecher |
| ---------------- | ------------------- | -------------------- |
| Tino Tonitini    | Jason Marsden       | Julien Haggège       |
| Lor McQuarrie    | Grey DeLisle        | Diana Borgwardt      |
| Carver Descartes | Phil LaMarr         | Ozan Ünal            |
| Tish Katsufrakis | Kath Soucie         | Giuliana Jakobeit    |
| Thompson Overman | Robbie Rist         | Marcel Collé         |
| Tinos Mutter     | Lisa Kaplan         | Liane Rudolph        |
| Tishs Mutter     | Kerri Kenney-Silver | Evelyn Meyka         |
| Carvers Mutter   | Cree Summer         |                      |
| Granny McQuarrie |                     | Santiago Ziesmer     |